# 約翰遜鎮區 (愛荷華州普利茅斯縣)
約翰遜鎮區（英語：Johnson Township）是位於美國愛荷華州普利茅斯縣的一個行政鎮區。

## 地方資料
根據2010年美國人口普查的數據，約翰遜鎮區的面積為92.62平方千米，當中陸地面積為92.60平方千米，而水域面積為0.02平方千米。當地共有人口244人，而人口密度為每平方千米2.63人。